# 女性解放運動 (フランス)
フランスの女性解放運動 (じょせいかいほううんどう; le Mouvement de libération des femmes: MLF) は、米国のウーマンリブ運動 (Women's liberation movement) と同じ意味であり（フランスではMLFと呼ばれる）、ほぼ同時期に（1960年代後半から1970年代前半にかけて）起こった、女性の権利・地位向上、女性に関する社会・文化および意識の改革を求める運動である。フランスでは1968年の五月革命 (Mai 68) が直接の契機となり、人工妊娠中絶の合法化、家父長制からの解放、性役割からの解放、雇用・職業における平等など異なる観点から多くのフェミニスト・グループが結成され、大規模なデモや集会が行われた。

## 第二の性
1949年、20世紀西欧の女性解放思想（第二波フェミニズム）の草分けとされるシモーヌ・ド・ボーヴォワールの『第二の性』が出版された。ボーヴォワールは本書で実存主義の立場から、本質的な「主体」としての男性に対する女性の「他者性」という概念を提唱し、女性の「他者」としてのアイデンティティや根源的疎外が、一方において女性の身体、とりわけその生殖能力から生じ、他方において出産・育児といった歴史的な分業から生じると論じた。『第二の性』の冒頭に掲げられた「人は女に生まれるのではない、女になるのだ」という言葉は、「女」（ジェンダー）がこうした歴史的・社会的・文化的構築物であることを端的に表現したものである。本書は1950年代から60年代にかけて、主に中産階級の若い女性に強い影響を与え、自立を促すことになった。とりわけ米国では、『第二の性』に影響を受けたケイト・ミレットやベティ・フリーダンらの活動から、第二波フェミニズムが生まれることになった。

## 五月革命・MLFの発端
フランスでは、1962年に、社会党員マリー＝テレーズ・エイケムを中心にフランソワ・ミッテラン（社会党）を支持する政治クラブ「女性民主主義運動 (MDF)」が結成され、1965年に同クラブの機関誌『20世紀の女』が創刊された（編集長イヴェット・ルーディ）。さらに、同クラブの活動の一環として、アンヌ・ゼレンスキーとジャクリーヌ・フェルトマン＝オガゼンが1967年にフェミニスト・グループ「女性・男性・未来 (FMA)」を結成。1969年に「フェミニズム・マルクス主義・行動 (同じくFMA)」に改名し、女性のみにより構成される団体となった。
すでに1968年の五月革命はフランス社会を大きく変えたが、運動に参加した女性たちにとって、これは苦い経験となった。マリー＝ジョ・ボネは著書『私のMLF』(Albin Michel, 2018) で、「（五月革命では）女性もデモや左派のグループ、ストライキなどに参加したが、お茶を入れたり、タイプを打ったり・・・脇役だった。フランスは性別役割分業の固定観念に基づく閉鎖的な社会だった」と回想している。同様に、アントワネット・フークはソルボンヌで、モニック・ウィティッグらと「文化活動革命委員会」を結成し、文化企画や討論会を通して意識改革を促したが、後に「五月革命は思考を解放する出来事だったが、運営するのも石を投げるのも男で、女は会合で発言しない。この革命でも女はしょせん『第二の性』。性革命は男のもの、女は解放されたと信じて妊娠するのがオチ。堕胎は難しいから苦しむ。ソルボンヌの時からモニックも私も、五月革命から解放されて、女の運動を作る必要を感じた」と語っている。こうした経験から、フークは同年、女性解放運動の一環として研究グループ「精神分析と政治（プシケポ）」を組織し、パリ・フロイト派と距離を置きつつも、フロイトやラカンのテクストの読解を通じて活動を展開した。
一方、モニック・ウィティッグと妹のジル・ウィティッグらは、1970年に左派の新聞『リディオット・アンテルナシオナル』（当初はシモーヌ・ド・ボーヴォワールの支持を得ていたが、間もなく批判され1972年にいったん廃刊）に、主にマルクス主義と毛沢東思想による「女性解放のための闘い」を掲載し、これをきっかけに複数のフェミニスト・グループが結集した。1967年のパリでは『毛沢東語録』が売り切れるほどのマオイズムの流行が起こり、五月革命の学生運動を牽引したのはマルクス主義や毛沢東思想を信奉する学生たちだったからである。
1970年5月21日、前年（五月革命の翌年）、五月革命の精神を受け継ぎ、高等教育の民主化を目指す新しい高等教育機関、「すべての人に開かれた大学」として設立されたヴァンセンヌ大学（現パリ第8大学）で、女性のみによる公開会議が開催され、同年7月、『パルティザン』紙の特集号に「女性解放ゼロ年」宣言が掲載された。同年8月26日、クリスティーヌ・デルフィ、モニック・ウィティッグ、アンヌ・ゼレンスキーらが、凱旋門の無名戦士の墓に、「無名戦士の妻に捧げる」として花束を捧げた。この象徴的な行為はメディアで大きく取り上げられたため、一般にはこれにより女性解放運動の口火が切られたとされている。同年9月以降、毎週水曜にエコール・デ・ボザールの大講堂でMLFの総会が行われた。傾向の異なる様々なフェミニスト・グループが存在し（「緑の耳」、「前進」、「木曜グループ」、「小さなマルグリット」など）、デルフィ、ウィティッグらはラディカル・フェミニズムのグループ「革命家フェミニスト」で活躍し、『リディオット・アンテルナシオナル』紙の差し込み新聞として女性解放運動の機関紙『ル・トルション・ブリュル』(「内輪もめ」の意; 1973年廃刊) を発行。記事だけでなく、風刺画や写真家マルティーヌ・フランクによる闘う女性たちの写真を多数掲載し、広く世論に訴えた。

## 政治・社会運動
フランスの女性解放運動では、人工妊娠中絶の合法化が重要な目標の一つであった。
1971年4月5日、人工妊娠中絶の合法化を求め、自らの中絶経験を公にした「343人のマニフェスト」（通称「あばずれ女343人のマニフェスト」; 起草者はシモーヌ・ド・ボーヴォワール）が『ヌーヴェル・オプセルヴァトゥール』紙第334号に掲載された。彼女らにとって中絶の合法化は、自己の身体に関する決定権・選択権の問題であるだけでなく、実際、フランスでは「年間100万人」の女性が非合法で中絶手術を受け、しかも、「非合法行為であるという理由から非常に危険な状況で行われている」という悲惨な現実があった。「343人のマニフェスト」の発表直後、ボーヴォワールとジゼル・アリミは「女性の立場を選択する」（通称「選択権」、米国のプロチョイスに相当）という中絶合法化のための運動を開始したが、「343人のマニフェスト」には、ボーヴォワールやアリミのほか、後の女性権利大臣イヴェット・ルーディ、女性解放運動を牽引したクリスティーヌ・デルフィ、モニック・ウィティッグ、アントワネット・フーク、さらにはカトリーヌ・ドヌーヴ、マルグリット・デュラス、フランソワーズ・サガン、アレクサンドラ・スチュワルト、ヴィオレット・ルデュック、アリアンヌ・ムヌーシュキン、アニエス・ヴァルダ、ブリジット・フォンテーヌ、フランソワーズ・アルヌール、ステファーヌ・オードラン、ティナ・オーモン、ベルナデット・ラフォン、マルセリーヌ・ロリダン、ジャンヌ・モロー、ビュル・オジエ、マリー＝フランス・ピジェ、ミシュリーヌ・プレール、デルフィーヌ・セイリグ、ナディーヌ・トランティニャン、マリナ・ヴラディ、アンヌ・ヴィアゼムスキーらの著名人が名を連ね、思想信条、党派、活動分野等の違いを超えた大規模な運動であり、直後にドイツでも同じ趣旨の運動が起こり、請願書が『シュテルン』誌に掲載されるなど、国外の中絶合法化運動にも大きな影響を与えた。
翌1972年のボビニー裁判は、こうした悲惨な状況を如実に示す事件であった。これは、友人に強姦され妊娠した当時16歳の女子学生マリー＝クレールが非合法の中絶を受けたとして母親、医師らとともに起訴された事件である。当時は中絶が非合法であっただけでなく、手術を受けるには合法化されているロンドンかジュネーヴへ行くしかなく、マリー＝クレールのように貧しい家庭の女性には選択の余地がなかったからである。したがって、ここでもまた、ボーヴォワールとアリミの「選択権」運動はもちろん、MLF運動家らも「金持ちは英国へ、貧乏人は牢獄へ」スローガンのもとに団結して闘った。この結果、この事件を担当した弁護士ジゼル・アリミは世論の支持を得て通常の裁判の枠組みを超えた政治裁判（公開審問）を行い、ノーベル生理学・医学賞受賞者のジャック・モノーとフランソワ・ジャコブ、女優のデルフィーヌ・セイリグ、政治家のミシェル・ロカール、詩人・政治家のエメ・セゼールらが証言台に立ち、中絶を禁止する法律自体が不当であると主張。ついに無罪を獲得した。
また、1973年には、中絶手術を行ったことを公にし、中絶の合法化を求める「医師331人のマニフェスト」が『ヌーヴェル・オプセルヴァトゥール』紙に掲載された。
こうした経緯を経て、1974年、ジスカール・デスタン大統領により厚生大臣に任命されたシモーヌ・ヴェイユが中絶の合法化に関する法案を起草し、国民議会に提出。3日間にわたる討論で反対派から猛烈な非難を受けながらも可決にこぎつけた（一般に「ヴェイユ法」と呼ばれ、1975年1月17日に施行。当初は5年間の時限立法であったが、79年に恒久的に制定。1982年に保険適用となった）。
政治面ではさらに、同じくジスカール・デスタン大統領により女性の地位副大臣に任命されたフランソワーズ・ジルーが、保健、教育、労働条件等における女性の地位向上に貢献した。ただし、政治・社会的に女性の地位向上が図られるまでにはまだ長い歳月を要した。

## フェミニズム思想

### 差異派 vs 平等派
MLFに直接参加するか否かにかかわらず、また、フェミニストを自称するか否かにかかわらず、ボーヴォワールが『第二の性』で提起した問題をどう克服するかは、女性たちにとって避けて通れない課題であった。ボーヴォワールの思想を受け継ぐクリスティーヌ・デルフィ、エリザベット・バダンテールらの「平等派（普遍主義）」に対して、アントワネット・フークは、リュス・イリガライ、エレーヌ・シクスーらと同様に「差異派」の立場を取った。すなわち、ボーヴォワールの『第二の性』の思想を継承し、歴史的・社会的に構築された性差を認めない普遍主義的アプローチによりこれを乗り越えようとした「平等派」に対して、フークの「精神分析と政治」グループに代表される「差異派」は精神分析や言語学の研究成果に立脚して性差の意味を追究し、理論の深化を目指したのである。ただし、「差異派」、「平等派」の対立が激化したのは1979年以降である。
以下では、当時、MLFに直接・間接に関わりながら活動を展開し、女性解放への道を切り開いたフェミニストについて記述する。

### 精神分析
アントワネット・フーク
フークは、ボーヴォワールの「人は女に生まれるのではない、女になるのだ」という言葉に対して、「（人は）女の子または男の子として生まれ、男または女、男性または女性になる。したがって、エクリチュール（書くこと、書かれたもの）は決して中性的ではない」とし、後に『性は二つ ― フェミノロジー論 (Il y a deux sexes. Essais de féminologie)』を著した。また、普遍主義・平等派については、「この絶対的な普遍主義への回帰、非差異を目指すこの戦闘的態度は、現代思想の先鋭と比較してみれば、精神分析以前であり、太古的だと思われる」と批判した。

### エクリチュール・フェミニン
エレーヌ・シクスー
権威主義的な既成秩序に抗議する学生運動に端を発した五月革命の精神を受け継ぎ、高等教育の民主化を目指す新しい高等教育機関「ヴァンセンヌ大学」の創設（1969年）にジャック・デリダ、フランソワ・シャトレ、ジル・ドゥルーズ、ジャン＝フランソワ・リオタール、ミシェル・フーコー、アラン・バディウ、ミシェル・セール、ダニエル・ベンサイドらと共に参加したエレーヌ・シクスーもまた、1974年に同大学内に「女性学センター」(現在のパリ第8大学「女性学・ジェンダー研究センター (CEFEG)」) を創設し、フランスのみならず欧州の女性学研究においても先駆的な役割を果たすことになった。とりわけ、1975年に『ラルク』誌のシモーヌ・ド・ボーヴォワール特集号「女性の闘い」に発表したシクスーの「メデューサの笑い」は、女性の存在と自己実現を妨げる多くの束縛を打ち破る（女が書く・女を書く）エクリチュール・フェミニンとして、特に英米圏で「フレンチ・フェミニズム」の先駆けとされた。
リュス・イリガライ
当時、ヴァンセンヌ大学で女性の身体・セクシュアリティ、母・娘の関係などを主なテーマとする講座を担当していたリュス・イリガライも、フークやMLF運動家らに講座への参加を求めるなどMLFとの関係を維持しながら、エクリチュール・フェミニンを探究した。1974年に、西欧哲学・精神分析学のファルスロゴス中心主義を批判した博士論文「検視鏡、他なる女性について」により、ヴァンセンヌ大学およびジャック・ラカンが創設したパリ・フロイト派を追われることになったが、1977年には代表作『ひとつではない女の性』、以後も『性的差異のエチカ』(1984)、『差異の文化のために――わたし、あなた、わたしたち』(1993) などを著し、女性のセクシュアリティを語ることで抑圧的表象秩序の転覆を図ろうとした。

### ラディカル・唯物論フェミニズム
モニック・ウィティッグ
一方、フランスでLGBT運動が始まったのもこの時期であり、女性・男性の同性愛者のグループが団結して同性愛革命行動戦線(FHAR) が結成されたのは1971年。同年4月に、この運動から独立して、デルフィ、ウィティッグ、ボネらがラディカル・フェミニスト・レズビアン運動「赤いレズ」を結成した。とりわけ、唯物論フェミニズムのモニック・ウィティッグはレズビアンの立場から、「レズビアンは女ではない」、「レズビアンは、私が知る限り唯一、性のカテゴリーを超越する概念である」として男・女の二元論を打破しようとした。
クリスティーヌ・デルフィ
同じくボーヴォワールの思想を継承し、これを克服しようとしたラディカル・唯物論フェミニズムのクリスティーヌ・デルフィは、資本主義が女性を抑圧・搾取するというマルクス主義の主張を批判し、資本主義生産様式以外に、結婚により制度化された社会関係において女性が無償家事労働を強いられる家内制生産様式が存在すると論じ、したがって、女性の「主要な敵」は家父長制であるとした。デルフィは後にボーヴォワールと共に『フェミニズム問題』(1977) および後続誌『新フェミニズム問題』(1981) を創刊。現在も編集主任を務めている。
エリザベット・バダンテール
また、エリザベット・バダンテールもボーヴォワールの思想を継承する「平等派」の一人であり、女性解放運動からは距離を置いていたが、とりわけ、いわゆる「母性愛」は本能ではなく、母親と子どもの関係において育まれる愛情であり、これを「本能」とするのは、「父権社会のイデオロギーであり、近代が作り出した幻想である」とした『母性という神話』(1980) により、女性学において先駆的な役割を果たした。

### エコフェミニズム
フランソワーズ・ドボンヌ
「エコフェミニズム」という言葉の生みの親とされるフランソワーズ・ドボンヌもMLFの担い手の一人であり、1971年の同性愛革命行動戦線 (FHAR) の結成に参加。1978年にエコロジー・フェミニズム協会を設立した。ドボンヌはまた、ファロクラット（男性優越主義者）という言葉の生みの親でもあり、地球を破壊の危機に追い込んだのはファロクラットであり、ファロクラティスムが生まれたのは、農業が男性の手に渡ったときであると考えられると主張した。